# Miroslav-evangélium

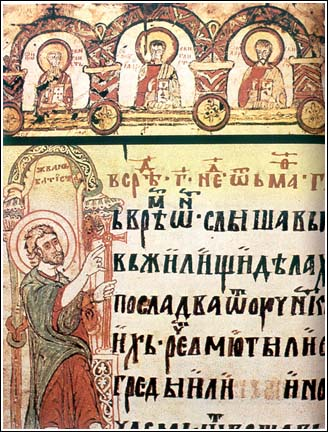
A 12. századi kézirat felkerült az UNESCO A világ emlékezete program listájára 2005-ben

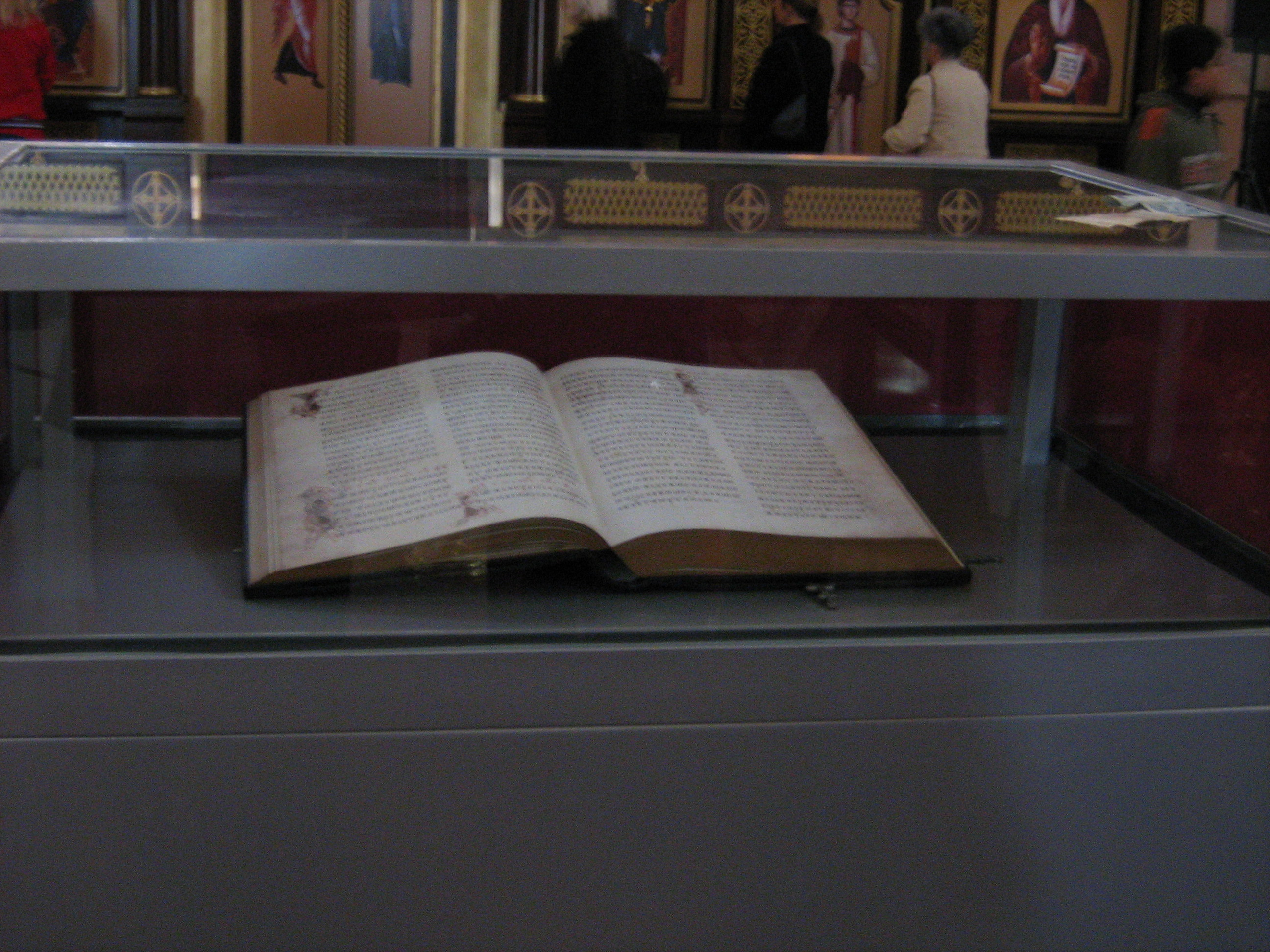
A Miroslav-evangélium a Szent Száva-templomban 2007-ben

## Története
A Miroslav-evangélium egyike a legjelentősebb szerb és délszláv írásos emlékeknek. Nemanja István szerb fejedelem testvére, Miroslav fejedelem számára készített 1180 körül.
A könyv  cirill írással 362 pergamenlapra íródott, óegyházi szláv nyelven. A könyv díszei a festett kezdőbetűk. Az iniciálékat íróeszközzel rajzolták, majd ecsettel festették arany, sárga, vörös és zöld színnel. Motívumukat és stílusukat tekintve a román kort tükrözik.
A kézirat 1897-ig a Hilandar kolostorban (mai Görögországban) volt miután I. Sándor szerb királynak lett ajándékozva. A két világháború viharos időszaka után a Szerb Nemzeti Múzeumhoz került. Jelenleg is gyűjtemény részét képezi.
2005-ben felkerült az UNESCO A világ emlékezete program listájára.

## Külső hivatkozások
- Online digital copy of Miroslav's Gospel (angolul)
- Miroslav-evangélium (angolul)